# Dobiemir
Dobiemir, Dobiemiar, Dobiemier, Dobimir(?) –  staropolskie imię męskie, złożone z członów Dobie- ("stosowny, zdatny" albo "waleczny, dzielny") i -mir ("pokój, spokój, dobro"). Imię to mogło oznaczać "ten, kto zapewnia pokój".
Dobiemir imieniny obchodzi 2 stycznia, 5 lutego i 7 sierpnia.